# Bartolomé Pujals
Bartolomé Pujals Suárez (Santo Domingo, 10 de octubre de 1986) es un político, profesor universitario, abogado y activista social dominicano. Fue candidato a la Alcaldía del Distrito Nacional en las elecciones municipales de 2020.
Desde 2021 fue Director Ejecutivo del Gabinete de Innovación y Desarrollo y desde 2023 se desempeñó como Director General de la Oficina Gubernamental de Tecnología de la Información y Comunicaciones (OGTIC).
En febrero de 2025, fue designado por el presidente Luis Abinader como embajador representante permanente de la República Dominicana ante la Organización de Aviación Civil Internacional (OACI), mediante el decreto 48-25, con lo cual concluyó su gestión al frente de la OGTIC.

## Biografía
Pujals nació en el barrio de Mata Hambre de Santo Domingo, Distrito Nacional el 10 de octubre de 1986, hijo de Mayra Luz Suárez Moya, servidora pública, y de Bartolomé Yaque Pujals Nolasco, también servidor público ya jubilado. Es nieto de Bartolomé Pujals Morey,Capitán del Ejército Nacional Dominicano y exgobernador de la Provincia de Samaná (1948). 
Criado en un hogar humilde, en el que sus padres a pesar de no tener acceso a una educación superior universitaria invirtieron mucho en su formación académica. Desde muy joven mostró inquietudes sociales que se tradujeron en un interés genuino por la política, gracias a la influencia de sus padres en el activismo político -su madre militó en el PRD y su padre en el PRSC-. Los diversos movimientos políticos de la época y los acontecimientos en el ejercicio de la política dominicana de entonces le desarrollaron agudeza crítica y planteamientos sociales que dieron sentido a su pensamiento crítico y participación en los movimientos sociales. Esto sumado al haber crecido en una barriada humilde, lo que le permitió apreciar y vivir de cerca muchas de las desigualdades sociales y contraste en la sociedad dominicana.

## Carrera profesional
Graduado de Derecho en la Pontificia Universidad Católica Madre y Maestra (PUCMM), promoción 2008, destacándose en las competencias de oratoria y derecho penal, por las que recibió reconocimientos a lo largo de su ciclo estudiantil. También formó parte del Comité de Estudiantes de Derecho (CED) donde fue electo como uno de los postulantes más votados. Al término de la carrera de Derecho viajó hacia Argentina para cursar el máster en Derecho y Dirección de Empresas, de la Universidad de Palermo.  Luego a su retorno a la República Dominicana, trabajó para las oficinas Alburquerque & Alburquerque y Salcedo & Astacio, donde fungió como Encargado de Litigios en la primera, y Gerente de Litigios en la segunda, al mismo tiempo que empezó a colaborar como articulista en diferentes medios de prensa como el digital Acento y el periódico Hoy. Los cambios y el despertar ciudadano de la época ante la corrupción y la injusticia social, estimularon el inicio de su camino como activista social por las causas más relevantes que afrontaba la República Dominicana en el marco de su contexto político y económico.  
En 2011, Pujals es seleccionado para participar del Programa de Formación en Liderazgo Gerencia y Política de la Agencia de los Estados Unidos para el Desarrollo (USAID por sus siglas en inglés), en el cual obtuvo la tercera calificación más alta del programa. Contribuyendo esto al camino que iba trazando fuera de la esfera jurídica y adentrándose más hacia el escenario político. 
Posteriormente, realizó nuevos estudios de posgrado con un máster en Derecho Administrativo (2013) por la Pontificia Universidad Católica, Madre y Maestra con una tesis titulada: “La Cláusula del Estado Regulador en el Derecho Administrativo como instrumento que obstaculiza la materialización de la cláusula del Estado Social” y posteriormente en 2015 continúa su formación con el Postgrado en Derecho Constitucional, Procesal Constitucional y Derechos Humanos, Universidad de Buenos Aires (UBA). 
Con un currículo extenso y luego de completar diversas experiencias académicas internacionalmente, Bartolomé Pujals emprende como consultor jurídico para algunas instituciones públicas y privadas. Como, por ejemplo, el Ministerio Público de la República Dominicana, al ser Consultor y Redactor del Reglamento para la Carrera del Ministerio Público y para la elaboración del Reglamento Disciplinario del Ministerio Público ambos aprobados por su Consejo Superior, en coordinación con la Agencia Española de Cooperación Internacional para el Desarrollo (AECID). También fue primer Coordinador del Diplomado de Participación e Incidencia Ciudadana impartido por la Fundación Institucionalidad y Justicia, Inc. (FINJUS), lo que dio inicio a su carrera como docente universitario. 

## Labor Docente
Debido a su amplia labor en la investigación y formación académica, combinada con su alta participación en la lucha social, Bartolomé Pujals incursionó en el área docente siendo profesor universitario en diferentes asignaturas de ciencias jurídicas para la provincia de Santiago y Santo Domingo. Iniciando en 2015 como profesor del Diplomado Raíces Históricas y Procesos actuales de la integración en América Latina y el Caribe, del Programa “Educar Para Integrar”, impartido por la Oficina para Políticas de Integración Regional y el Instituto de Educación Superior en Formación Diplomática y Consular “Dr. Eduardo Latorre Rodríguez (INESDYC)”, del Ministerio de Relaciones Exteriores (MIREX), y posteriormente, por varios años como profesor de la asignatura de Sociología Jurídica en la Pontificia Universidad Católica Madre y Maestra (PUCMM), y como profesor invitado para la asignatura de Filosofía del Derecho en la misma universidad. 

## Activismo Social y Político
En 2008 fue dirigente juvenil de la coalición de partidos políticos llamada “La Cuarta Vía” compuesta por el Partido Revolucionario Social Demócrata (PRSD), Partido Humanista Dominicano (PHD) y Partido Nacional de Veteranos y Civiles (PNVC) quienes llevaron la fórmula presidencial encabezada por el expresidente del Senado y senador por Santiago (2020-2024) Eduardo Estrella, y el fenecido político Hatuey de Camps. En dicho proceso, jugó un rol de organizador de los jóvenes y como supervisor electoral en varios colegios del Distrito Nacional. 
Luego, formó parte del grupo que impulsó la creación y búsqueda de reconocimiento electoral del partido “Dominicanos Por el Cambio” (DxC), del que fue cofundador y miembro del primer Consejo Ejecutivo Nacional y presidente del Comité del Distrito Nacional de ese partido. Fue también delegado Político Titular ante la Junta del Distrito Nacional en las elecciones del año 2010 y 2012, trabajando además en varias campañas congresuales de dicha organización. 
El Despertar Social del 2012
En 2012, estalla en el país un amplio interés social contestario hacia el statu quo de la partidocracia y el ecosistema político dominicano. Conformándose en esta época diversos movimientos sociales que agrupaban y convocaban la sensibilidad civil hacia diversas iniciativas ciudadanas y demandas sociales. El repudio a reformas fiscales beneficiadoras de la oligarquía, la amplia corrupción instalada en el Estado o el llamado al respeto de derechos constitucionales y sociales despertó en la sociedad el regreso a las calles y avivó la proliferación de manifestaciones públicas cargadas de creatividad y contenido cívico en las calles de todo el país. 
Todos estos movimientos y el camino que tomaba la República Dominicana en ese entonces motivan a Bartolomé Pujals a integrarse de lleno en diferentes causas sociales por los derechos de las y los dominicanos. y así es que se integra a participar activamente en espacios ciudadanos como: Justicia Fiscal, el movimiento “Casa Ya” por el derecho a la vivienda, Poder Ciudadano (donde fue su abogado); Marcha Verde, y desde sus inicios en la cruzada ciudadana que exigía el cumplimiento del 4% PIB por La Educación. 
Luego de las elecciones generales de República Dominicana de 2012, se apartó de las filas del Partido Dominicanos Por el Cambio (DxC) e inició un arduo trayecto por movimientos sociales y políticos de tendencia progresista, a través de los cuales fue proyectando sus ideas en la esfera pública, participando en el escenario político y continuando su lucha a través del activismo social. En 2013 participó como observador electoral internacional en las elecciones generales de ese año en la República de Honduras, realizando el informe titulado: “No a otro “matadero electoral” en América Latina: Informe de Observación Electoral con Motivo de las Elecciones Generales de Honduras del 24 de noviembre del 2013”. Luego, en 2014 participó también como observador electoral internacional en las elecciones generales de ese año en la República de El Salvador. 
Las Cadenas Humanas
En el año 2015, a raíz de uno de los más grandes escándalos de corrupción surgido en la ya disuelta Oficina de Ingenieros Supervisora de Obras del Estado de la República Dominicana (OISOE), y descubierto por la lamentable pérdida del arquitecto David Rodríguez, quien se suicidó al no poder resistir la presión desde la institución por el clima de corrupción que se vivía en ella. Un grupo de ciudadanos dentro de los cuales se encontraba Bartolomé Pujals no quisieron mantener este hecho impune, ideando las Cadenas Humanas Contra la Corrupción, las cuales iniciaron una serie de manifestaciones conminando al Ministerio Público de entonces al inicio de una investigación al respecto, a pesar de las resistencias presentadas por el partido de gobierno en ese momento.
A partir de estas acciones, Bartolomé Pujals continuó participando en diferentes espacios de manifestación política y se convirtió en un invitado recurrente en los más importantes espacios de opinión de la televisión dominicana como analista de la situación política y social del país. 
Para las elecciones del año 2016 fungió como jefe de campaña de la diputada Guadalupe Valdez, quien optaba por la reelección en el cargo por la boleta electoral de Alianza País (AlPaís). 
La Marcha Verde
A raíz del escándalo internacional con la constructora Odebrecht, considerado el escándalo de corrupción más importante en la historia latinoamericana, el cual sacudió los gobiernos de casi toda Latinoamérica a partir de las declaraciones del Departamento de Estado de los Estados Unidos de América, durante el año 2016, la República Dominicana empezó a dar los primeros pasos a una movilización de masas condenando la corrupción en el país, ya que se reveló que había funcionarios dominicanos involucrados. Cuando el 22 de diciembre del 2016 circula la noticia, un pequeño grupo, dentro de los cuales se encontraba Bartolomé Pujals, realizó una declaración pública invitando a la ciudadanía a salir a las calles a exigir justicia ante el bochornoso escándalo develado el cual involucraba US92Millones de dólares en sobornos recibidos por los funcionarios de turno. 
Luego de varias semanas de organización, con la participación de Bartolomé Pujals en la organización y vocería del movimiento, el 22 de enero de 2017 en Santo Domingo, República Dominicana, y en otras locaciones en el extranjero, se realizó la Marcha por el Fin de la Impunidad (Marcha Verde). Esta manifestación fue convocada por un conglomerado de organizaciones de la sociedad civil en reclamo de que sean llevados ante la justicia todos los implicados en escándalos de corrupción, principalmente en el “Caso Odebrecht” que involucró a la empresa constructora transnacional brasileña Norberto Odebrecht en el pago de sobornos a funcionarios de tres gobiernos dominicanos (administraciones de Hipólito Mejía, Leonel Fernández y Danilo Medina) entre 2001 y 2014.
La Marcha Verde representó un despertar ciudadano que por varios años instauró una resistencia popular hacia la corrupción de los gobiernos del PLD y sirvió como influencia a despertar la corrupción como tema de preocupación en los dominicanos. Fue un movimiento de grandes momentos e influencia que motivó la participación de muchas personas de todos los estratos sociales, y de todos los rincones de República Dominicana, incluso de dominicanos en el exterior.Una gran masa verde que se movilizó por todo el país y que culminó el 12 de agosto de 2018 con una gran concentración de personas nunca vista en el Centro de los Héroes dio al traste con las pretensiones de reelección de Danilo Medina para un tercer mandato a través de una modificación constitucional y con la consolidación de la impunidad en los diversos casos de corrupción que se fueron destapando hasta entonces.
El País que Queremos
En noviembre del 2017 en un acto llamado: “Por un Nuevo Orden Democrático”, Bartolomé Pujals junto a otras personas y colectivos que provenían de la Marcha Verde, surgió “El País Que Queremos”, organización que posteriormente en el mes de agosto del 2018 formalizó ante la Junta Central Electoral su intención de convertirse en una agrupación política con vistas a participar en las elecciones municipales y congresuales del año 2020 para el Distrito Nacional.
El País Que Queremos fue una organización surgida al fragor de la lucha ciudadana por el fin de la corrupción y la impunidad, naciendo del sentimiento verde que ocupó el escenario público de la sociedad dominicana desde la primera gran marcha verde del 22 de enero del año 2017 como una herramienta política para el presente y el futuro inmediato.Para el segundo trimestre del 2018, Bartolomé Pujals participa, junto a otros compañeros fundadores, como conformantes de la primera Dirección Política, que crearía las estructuras organizativas, y luego, entre los miembros de la dirección, ser portavoz de EPQ. 
Candidatura a Alcalde
Siendo El País que Queremos una agrupación política regional con influencia y sede en el Distrito Nacional, y queriendo debutar en las elecciones municipales abiertas del 2020, presenta al público a Bartolomé Pujals como candidato a alcalde por el Distrito Nacional, como una representación desde la ciudadanía buscando contrarrestar otras propuestas provenientes de la oligarquía y de la consolidación de poder político en la partidocracia dominicana hacia todas las instituciones del Estado.  
Esta candidatura fue fruto del gran esfuerzo de diversas personas con un amplio sentido social, provenientes de diferentes agrupaciones civiles y barriales. También, de diferentes escenarios sociales, económicos y políticos; pertenecientes a movimientos sociales, gremios profesionales, y desde el activismo reactivo de causas democráticas que motivó el despertar del las manifestaciones del 2012 y la Marcha Verde. 
Todos juntos congregados en una agrupación política que a diferencia de otras arrancó esperando el reconocimiento de la Junta Central Electoral, mediante una campaña de presentación a la ciudadanía y de recaudación de fondos, al mismo tiempo que batallaba con la burocracia política institucional que mermaba su capacidad de articulación y legitimación. 
Si bien es cierto que la candidatura de Bartolomé Pujals contó con un discreto contenido ideológico cimentado en propuestas de reivindicación social, a través del concepto “Una Ciudad para la Gente”, importantizando el acceso a la ciudad y sus servicios como un derecho: “El Derecho a la Ciudad”, y teniendo EPQ un manifiesto ciudadano que se conectaba con diversos sectores ignorados ampliamente por la centralidad gobernante del PLD, su discurso ganó amplio respeto y referencia vs los demás candidatos, al tiempo que durante el proceso electoral, cada vez más Bartolomé Pujals lograba mayor atención y relevancia con sus propuestas.
Su campaña se basó en una campaña de plataformas, la cual se orientaba en acercamientos a los barrios conociendo la problemática social de los mismos desde el punto de vista urbanístico y de cocreación de soluciones con las localidades donde se realizaban encuentros. Plataformas como “Capital dime KLK”, “Tomate Un Café Conmigo” fueron mecanismos de interacción genuina con la gente que abordaron las problemáticas urbanas desde la perspectiva del residente y no desde la del candidato, lo que generó empatía y reconocimiento de su candidatura como una Candidatura Ciudadana”.
Más adelante concretamente el 2 de septiembre del 2019 y acercándose el certamen electoral, se concertó un acuerdo con el partido Alianza País, el cual llevó en su boleta la candidatura a alcalde por el Distrito Nacional de Bartolomé Pujals, impulsando así el lograr participar oficialmente en las elecciones del 2020 ya que el País que Queremos quedó dilatado en su representación y legitimación como agrupación política por la burocracia electoral impuesta en la JCE. 
Luego de un arduo calendario de actividades e intercambios con las localidades más afectadas por la gestión ineficiente de la municipalidad, y acompañado por diversos candidatos de otros niveles congresuales y municipales de Alianza País, como José Horacio, electo en las elecciones Congresuales del 2020 como Diputado del Distrito Nacional. Bartolomé Pujals representó su candidatura y presentó sus propuestas en el primer debate de candidatos municipales previos a las elecciones del 2020, auspiciado por la Asociación Nacional de Jóvenes Empresarios ANJE y retransmitido por las televisoras locales del país. En el encuentro logró sobresalir ampliamente por su discurso y propuestas, siendo incluso tendencia en Twitter, ganando la mayor aceptación entre los usuarios de la red social, debido al tipo de respuestas que daba a las preguntas de los moderadores, y a las réplicas directas hacia los planteamientos de sus contrincantes. 
Elecciones Congresuales y Municipales 2020, y la Plaza de la Bandera
Finalmente, anunciado el cierre de campaña y convocadas las Elecciones Municipales del 2020. El 16 de mayo se inicia unas elecciones marcadas por dos acontecimientos importantes: La pandemia del Covid-19 y el estreno de un nuevo sistema de votación electrónico que produjo importantes cambios en la logística y formas de votar. 
Desde tempranas horas de ese domingo, cada candidato ejercía su derecho al voto, como Bartolomé Pujals. Quien aprovechó la intervención de la prensa al momento de efectuar el sufragio alertando de diversas irregularidades y defectos en el proceso, lo que representaba un peligro para las candidaturas emergentes y ciudadanas como las que él representaba. Esto en la forma de en muchas mesas las computadoras no mostraban las caras o emblemas de los demás partidos políticos, solo las de los partidos mayoritarios, además de inconsistencias en el flujo del proceso, sumado esto a las precauciones a tomar en cuenta y dificultades por la presencia del Covid-19 lo que hacía que estas elecciones constituyeran un proceso desigual contra los partidos pequeños. 
Minutos después de sus declaraciones, iniciaron enfrentamientos y situaciones internas en colegios electorales a lo largo del país, que evidenciaron graves irregularidades en el mismo, comprometiendo su confiabilidad. Por lo que la Junta Central Electoral tomó la decisión inédita de suspender el proceso electoral, lo que generó inmediatamente incertidumbre en la población y avivó las sospechas de un fraude masivo, debido a las intenciones previamente anunciadas del entonces presidente de la República Dominicana Danilo Medina Sánchez, de reelegirse por un tercer período (aunque la constitución lo prohibía). 
A raíz de esto y viendo que al final del día no se tenían respuestas concretas del suceso, un grupo de jóvenes comenzó a reunirse en la Plazoleta La Trinitaria o más conocida como “Plaza de la Bandera “, (a los pies del edificio de la JCE) a modo de protesta exigiendo una explicación al organismo organizador de las elecciones. El movimiento fue creciendo ampliamente, y ya para la noche del mismo domingo 16 de mayo miles de dominicanos estaban concentrados en una protesta masiva y pacífica que se convirtió en un símbolo de resistencia una vez más ante los actos de corrupción del PLD y el entonces presidente de la república Danilo Medina Sánchez.
A propósito de los acontecimientos y participando también de las protestas Bartolomé Pujals se pronunció con lo siguiente: “No nos van a quitar la ilusión ni la esperanza. Se equivocaron de generación. Vamos a defender la democracia cueste lo que cueste.” como muestra de apoyo a las demandas y explicaciones que la sociedad exigía y como candidato afectado por la suspensión de las elecciones.
Diversas teorías se crearon alrededor del proceso fallido que hoy en día, muchas son descreídas por la población, sin embargo, nuevas elecciones se presentaron a los 30 días del suceso, según manda la Ley Electoral. Y el 15 de marzo del 2020 se convocó a nuevas elecciones resultando electa como alcaldesa por el Distrito Nacional la candidata por el Partido Revolucionario Moderno, Carolina Mejía.

## Entrada a la Administración Pública
“Un país a prueba de futuro es aquel que se anticipa a los acontecimientos, toma decisiones duras, valientes. Analiza los procesos con una mirada de largo plazo, procura siempre ver más allá́ de la curva, haciendo los ajustes para dotar a la sociedad de mejores mecanismos de respuesta, de una mayor y mejor capacidad de adaptación al cambio.”
Asesor de Innovación y Proyecto Beca Tu Futuro
La entrada de Bartolomé Pujals a la administración pública inicia con el nombramiento por el presidente Luis Abinader, como asesor del Poder Ejecutivo en materia de innovación durante el primer período de gobierno 2020-2024. Con esta designación Bartolomé inicia el proceso de organizar el sistema de becas dominicano, el cual había sido objeto de corrupción y desigualdad en el otorgamiento y concesión de becas a estudiantes y público en general, cuando estas eran recibidas por allegados y familiares de funcionarios durante los gobiernos anteriores. 
Respondiendo a esa problemática se quiso centralizar el otorgamiento de becas en una plataforma transparente, trazable y auditable de forma que el organismo coordinador de la misma pudiese evaluar las competencias de quien hace la solicitud, al mismo tiempo que la disponibilidad de las becas sea publicada de forma abierta para todas las personas, y estas puedan participar de las convocatorias. 
Beca tu Futuro, surge como un proyecto piloto coordinado por Bartolomé Pujals y codesarrolladlo por la OGTIC en la gestión previa a Bartolomé Pujals, bajo la dirección de Pedro Quezada. Este proyecto ha logrado reorganizar y unificar los procesos de información y postulación a becas disponibles coordinadas por el Ministerio de Educación Superior Ciencia y Tecnología (MESCYT). 
Gabinete de Innovación y Desarrollo
El 27 de julio del 2021, mediante el decreto 464-21 el presidente de la República Dominicana Luis Abinader, crea el Gabinete de innovación y Desarrollo, con el objetivo de “formular la política nacional de innovación de la República Dominicana 2030. Este Gabinete unificará criterios gubernamentales en materia de innovación y no supondrá costo extra para el Gobierno. También se encargará de definir las orientaciones, programas y acciones para su implementación, dentro del ámbito de competencia de cada uno de sus integrantes”.  
También, el presidente Luis Abinader, con la misma intención de crear este Gabinete de Innovación y Desarrollo, en un decreto siguiente, el 465-21 de la misma fecha, nombra a Bartolomé Pujals Suárez como su director ejecutivo. Esta nueva entidad desde su origen quedó adscrita al Ministerio de la Presidencia, cuyo titular en ese entonces fue Lisandro Macarrulla. 
Este Gabinete se creó para responder a la necesidad en República Dominicana de “una nueva visión país que defina nuevas estrategias, políticas, programas, procesos, productos y servicios, a nivel público y privado, de cara al desarrollo e innovación que pueda adecuar e impulsar la nación para enfrentar los cambios que serán establecidos por la presente y futuras revoluciones industriales a nivel global”. 
Anteriormente a esta designación, Bartolomé Pujals fue asesor del gobierno, en políticas de innovación y proyectos sociales innovadores desde el día 20 de mayo del 2021, momento en que fue designado como parte del gabinete central del gobierno para el primer período presidencial de Luis Abinader. 
Aunque este nombramiento recibió diferentes críticas en algunos opinadores con presencia en medios digitales y de prensa, el Gabinete de Innovación y Desarrollo ha agotado una extensa agenda de proyectos y propuestas centradas en temas de innovación para la administración pública y productos para mejora de los servicios que recibe la ciudadanía. Así como dotar al país de marcos de acción para la implementación de tecnologías y herramientas transversales a los indicadores de desempeño y desarrollo productivo, social y económico del país.
La Política Nacional de Innovación (PNI 2030)
Uno de los primeros proyectos entregados por este gabinete, dirigido por Pujals, ha sido el diseño de la Política Nacional de Innovación PNI 2030. Un compromiso cimentado desde la misión del gabinete cuando fue creado, y como documento principal que reúne, coordina y orienta toda la estrategia que impulsará la innovación en los sectores público y privado.  
Esta PNI 2030 marca un punto de referencia a las demás acciones que ejecutan muchas oficinas técnicas, ministerios y gabinetes relacionados con tecnología, innovación y desarrollo, estableciendo un marco general para el fomento y coordinación de la innovación, la creatividad, y la investigación científica y tecnológica desde una visión compartida de ecosistema que integra el talento humano, las capacidades institucionales y de los sectores involucrados, con el fin de potenciar la creación de conocimiento útil, la competitividad, la transformación productiva sostenible y la inclusión, contribuyendo al desarrollo sostenible y a la calidad de vida.
Este marco ha sido la base de muchas de las políticas de digitalización, innovación, automatización y desarrollo de soluciones tecnológicas orientadas a mejorar la eficiencia gubernamental y la calidad de los servicios que recibe los dominicanos.
Un "País a prueba de Futuro"
Con la presentación de la Política Nacional de Innovación PNI 2030, se estimuló entonces, todo un interés en las instituciones públicas de crear políticas y productos tendentes a reforzar de forma positiva sus indicadores de gestión. Además de fomentar el desarrollo de grandes proyectos de digitalización y mejora en sus procesos internos. Por eso, Bartolomé Pujals siempre recalca la importancia de esta visión de aprovechar la tecnología y el conocimiento en función de mejorar sistemáticamente las condiciones del país hacia el futuro. Todo esto lo resume en esta frase, la cual él describe como: “Un país a prueba de futuro es aquel que se anticipa a los acontecimientos, toma decisiones duras, valientes. Analiza los procesos con una mirada de largo plazo, procura siempre ver más allá́ de la curva, haciendo los ajustes para dotar a la sociedad de mejores mecanismos de respuesta, de una mayor y mejor capacidad de adaptación al cambio.”
La OGTIC, Oficina Gubernamental de Tecnologías de la Información y Comunicaciones
Luego de su designación como director ejecutivo del Gabinete de Innovación y Desarrollo, es designado adicionalmente como director general de la Oficina Gubernamental de Tecnologías de la Información y Comunicaciones (OGTIC), un órgano con una longevidad de 20 años, creado en el 2004 durante el segundo gobierno del expresidente Leonel Fernández y cuyo nombre original fue Oficina Presidencial de Tecnologías de la Información y Comunicaciones (OPTIC).
Con esta designación Bartolomé Pujals ha implementado diversas iniciativas que refuerzan la visión del plan de gobierno del presidente Luis Abinader, en conjunto con el Gabinete de Información y Desarrollo y que fueron plasmadas en la Política Nacional de Innovación PNI 2030. Es así como la OGTIC se convierte en una institución impulsora de la transformación digital en la administración pública, sirviendo como enlace y articuladora de diversas mesas de trabajo técnicas, estrategias, políticas, procesos, certificaciones y productos finales para el ciudadano, bajo la misión de mejorar la calidad de los servicios públicos y la gestión del gobierno a base a la innovación y el aprovechamiento de la tecnología. 
OGTIC también funge como repositorio de recursos digitales y soporte tecnológico del gobierno en materia de servicios, ya que es la institución encargada de alojar los bienes tecnológicos y digitales del Estado (portales, servicios web, aplicaciones, repositorios, etc.); es la encargada de gestionar los centros de contacto que dan servicio al ciudadano a través de líneas focalizadas al usuario final (*462, línea 700, y 3-1-1, además de la línea de atención “Cuida tu salud mental” del 809-200-1400). OGTIC es también la certificadora del Estado en cuanto a las normativas NORTIC de seguridad, accesibilidad, y otras áreas en la tecnología de información.  
Uno de los más importantes servicios y productos que OGTIC ofrece de cara al usuario y que muestra la relación gobierno-ciudadano es la administración y gestión de los Centros de Atención Ciudadana presenciales denominados “Punto Gob”. Oficinas colocadas en diferentes puntos del país con una selección de trámites e instituciones públicas disponibles, hacia donde los usuarios pueden dirigirse y resolver varias diligencias de forma rápida y combinadas entre las dependencias del Estado.
A través de la OGTIC Bartolomé Pujals ha querido impulsar transformaciones internas cambiando la visión de cómo se utiliza la tecnología para acelerar así la mejora de la calidad de los servicios públicos y lo productos que recibe el usuario para ejercer o garantizarse derechos. Entre estas transformaciones se encuentran:  
Expediente Único Educativo: portal que unifica el historial académico del ciudadano, organizando así todos sus títulos, acreditaciones, certificados y grados en un expediente centralizado y organizado.
Firma Gob, Firma Digital: Es un producto con el fin de digitalizar el firmado y validación de documentos a través de una aplicación y un portal distribuidor de credenciales para firma digital. Su implementación continúa expandiéndose en todo el gobierno dominicano a partir de su presentación con la primera firma de un decreto digital hecha por el presidente Luis Abinader en 2023.
Burocracia Cero: Es un plan que coordina el gobierno central buscando la reducción de los trámites burocráticos en los diferentes procesos y gestiones dentro de la administración pública. 
Estrategia Nacional de Inteligencia Artificial (ENIA): Es un marco de acción y a la vez una guía que traza las pautas de cómo aprovechar el uso de la inteligencia artificial en los diferentes procesos que intervienen en el país de forma transversal, a los fines de mejorar todos los indicadores de desempeño en el país, medibles por las diferentes organizaciones multilaterales e internacionales.
Este proyecto le ha dado relevancia a la República Dominicana en materia de inteligencia artificial, colocando incluso a la OGTIC y a Bartolomé Pujals en diferentes escenarios representando al país como ejemplos de caso de éxito y como referencias para procesos de implementación y desarrollo de esta estrategia en otros países.
Interoperabilidad Pública: Es una tecnología formulada desde el gobierno central y reforzada por la gestión de Bartolomé Pujals en la OGTIC que consiste en compartir información y datos entre diversas instituciones de forma transparente y rápida, sin el consumo o apropiación de datos del usuario, a los fines de agilizar los procesos internos inherentes a servicios públicos al ciudadano o procesos de rutina que habiliten otros servicios. Esta práctica se ha estado probando en diferentes áreas como la Seguridad Pública, la Salud Pública y en proyectos de las áreas de Educación Pública y Educación Superior. Con esta tecnología las instituciones pueden intercambiar información a través de una pasarela común llamada X-ROAD la cual fue donada por el gobierno de Estonia, como parte de un convenio de colaboración entre ambos países. 
Cuenta Única: Es una tecnología que permite la creación de un superusuario o usuario universal que permite acceder a todos los portales, servicios o productos digitales y tecnológicos con un mismo usuario y contraseña. Evitando así el cúmulo de cuentas de usuario de una misma persona, y aportando simplicidad al momento de autenticación de un usuario ante cualquier acceso digital. 
Carpeta Ciudadana: Consiste en la recopilación de todos los documentos, membresías, fichas de servicio, carnets y demás identificaciones que posee un ciudadano a partir de su relación y participación en el Estado. Carpeta Ciudadana recoge toda la documentación de identidad y servicios del usuario y la hace disponible en un solo lugar mediante una aplicación móvil llamada Soy Yo RD. Esta aplicación, lanzada en agosto del 2024, busca convertirse en una alternativa al porte y tenencia de documentos físicos, además de una forma de vigilancia en sus datos por el usuario, ya que solo puede acceder a ella su titular al activarla.
Otros proyectos: La OGTIC, al ser una institución codesarrolladora de iniciativas para el sector público participa activamente coordinando y gestionando diversos proyectos que se desarrollan en conjunto con otras instituciones del Estado y cuya finalidad es mejorar procesos o habilitar nuevas necesidades en los dominicanos. Estos proyectos casi siempre se enmarcan en los fundamentos y propósitos marcados por la Agenda Digital 2030 y la Política Nacional de Innovación 2030, además de tener incidencia en acuerdos públicos y privados.

## Anexo: Defensoría de Derechos Humanos en el plano nacional e internacional[59]
Como abogado, Bartolomé Pujals ha expresado gran sensibilidad política, siendo, en el año 2015 y obteniendo ganancia de causa, abogado del caso Poder Ciudadano: relativo a la Acción de Amparo interpuesta contra el Ministerio de Interior y Policía y la Policía Nacional por violación al Derecho a la Protesta, la cual produjo la Sentencia núm. 00422-2015, dictada por la Segunda Sala del Tribunal Superior Administrativo el veintiuno (21) de octubre de dos mil quince (2015). Sin embargo, a pesar de contar con esta sentencia en el caso, los miembros de la Policía Nacional que reprimieron las protestas ignoraron la decisión jurisdiccional, por lo cual Pujals junto a otros abogados, presentaron una querella por desacato contra el ministro de Interior y Policía y el jefe de la Policía Nacional.
Su interés le ha llevado a participar en diferentes escenarios internacionales y estrados, por ejemplo, en la Audiencia temática sobre Derechos Humanos y Denuncias de Impunidad y Corrupción en República Dominicana, celebrada ante la Comisión Interamericana de Derechos Humanos (CIDH) en Ciudad de México.
Adicionalmente, participó de la Audiencia temática sobre Medidas de cumplimiento de decisiones del sistema interamericano de derechos humanos en República Dominicana celebrada ante la Comisión Interamericana de Derechos Humanos (CIDH) celebrada en Bogotá, Colombia. Más tarde, fue participante en la Primera Mesa de Trabajo sobre Implementación de Políticas de Derechos Humanos en República Dominicana, desde Washington D. C. en 2018. También participó de la Audiencia temática sobre la Crisis del Sistema de Salud y la Seguridad Social en la Rep. Dom, celebrada ante la Comisión Interamericana de Derechos Humanos (CIDH) en fecha 5 de octubre del 2018, en Boulder, Colorado.
Ese mismo año, fue abogado del caso denominado “SOS Ambiente”: relativo a la Acción de Amparo en cumplimiento interpuesta contra el Ministerio de Medio Ambiente por violación al Plan de Rescate del Parque Nacional de Valle Nuevo que prohíbe asentamientos agrícolas en dicha zona, la cual produjo la Sentencia núm. 00412-2018,dictada por la Tercera Sala del Tribunal Superior Administrativo el veintiséis (26) de noviembre de dos mil ocho (2018), teniendo como resultado la ganancia de causa. 
Su labor en política y como funcionario de la administración pública sigue reflejando un vasto interés por la preservación de los derechos humanos, las igualdades y equidades y sobre todo la transparencia como ingrediente de un servicio público eficiente y humano.

## Diversas Controversias y Cuestionamientos sobre su gestión pública
Durante su paso por la Oficina Gubernamental de Tecnologías de la Información y Comunicación (OGTIC), Bartolomé Pujals enfrentó diversas controversias públicas relacionadas con contrataciones, licitaciones y adjudicaciones de alto presupuesto, que generaron preocupación en sectores de la sociedad civil y los medios de comunicación no obstante, un solo medio señaló que podría ser una campaña infundada.
Uno de los señalamientos más notorios tuvo que ver con los procesos de contratos de alquiler de los inmuebles donde funciona el edificio corporativo de la OGTIC y los locales de los Centros de Atención Ciudadana "Puntos GOB". En el caso del edificio principal de la OGTIC, a pesar ser un proceso no iniciado por su gestión y haber contado con el aval de otras entidades del Estado como el Banco de Reservas (quien es propietario del inmueble),  Dirección General de Compras y Contrataciones (DGCP) y la Controlaría General de la República (CGR), fue ampliamente cuestionado su arrendamiento a 10 años por RD$1,400 millones. Por igual se manejaron los temas de locales en San Cristóbal (RD$287 millones) y RD$296 millones en Punta Cana. Este último fue particularmente criticado por haberse adjudicado a una empresa vinculada al Ministro de Vivienda, Carlos Bonilla, y por tratarse de un local que aún no existía al momento de firmarse el contrato.
A esto se sumó la controversia por la adjudicación de un contrato por más de RD$300 millones a la empresa Health Gorilla DR SRL para el desarrollo de una plataforma nacional de red de datos de salud. El señalamiento principal giró en torno al hecho de que esta empresa había sido recientemente constituida y tenía vínculos con funcionarios públicos, lo que generó cuestionamientos sobre la transparencia del proceso. Aunque Pujals defendió públicamente el proceso licitatorio y alegó cumplimiento de los requisitos técnicos, el contrato nunca fue celebrado. De hecho, este proceso de licitación había sido cancelado mucho antes de haberse hecho los cuestionamientos públicos a su gestión.
También fue criticada la contratación de servicios de comunicación estratégica para gestión de crisis en redes sociales por un monto de RD$6.4 millones, lo que fue considerado innecesario por parte de diversos sectores, dada la naturaleza administrativa de la institución.69
Estos datos y acontecimientos fueron utilizados como ingredientes para formular señalamientos públicos debido al gasto enorme de su gestión.
Ante los señalamientos públicos, Pujals solicitó formalmente a la Dirección General de Ética e Integridad Gubernamental (DIGEIG) una auditoría a su gestión, igualmente también, a la Contraloría General de la República (CGR), la cual concluyó que no se encontraron violaciones a los estándares de transparencia gubernamental. Sin embargo, dicha dirección del estado, nunca ha hallado culpable a ningún funcionario del estado. Así mismo, se destaca que un sondeo realizado por medios digitales indicó que el 87% de los encuestados consideraba que debía ser removido del cargo.[70]
En febrero de 2025, mediante el decreto 48-25, el presidente Luis Abinader lo designó como embajador representante permanente de la República Dominicana ante la Organización de Aviación Civil Internacional (OACI), lo que marcó el fin de su gestión de su gestión como director de la OGTIC.